# История исследования Австралии

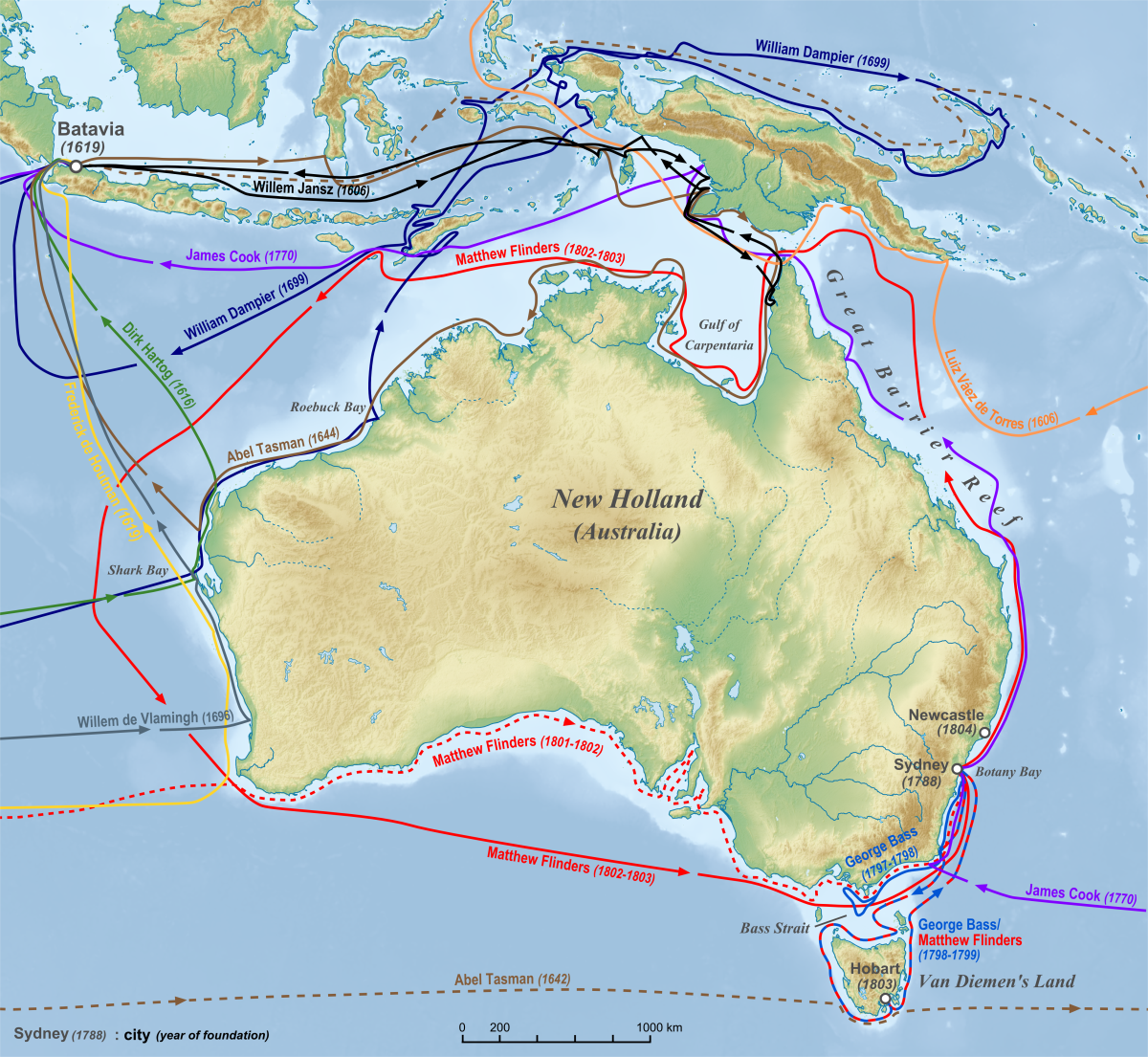
Основные европейские экспедиции в Австралию
1606 Виллем Янсзон
1606 Луис Ваэс де Торрес
1616 Дерк Хартог
1619 Фредерик де Хаутман
1642 Абель Тасман
1696 Виллем де Вламинк
1699 Уильям Дампир
1770 Джеймс Кук
1788 Артур Филлип
1797–1799 Джордж Басс
1801–1803 Мэтью Флиндерс

Исследование Австралии проходило в несколько этапов сухопутных и морских европейских экспедиций. Голландские мореплаватели были первыми европейцами, исследовавшими и нанесшими на карту побережье Австралии, а голландский мореплаватель Виллем Янсзон первым совершил задокументированную экспедицию в Австралию в 1606 году. Голландские и французские мореплаватели посетили западное и северное побережье континента.
Самой известной исследовательской кампанией стала экспедиция Королевского общества под руководством капитана Джеймса Кука через 164 года после путешествия Янссона. Целью экспедиции Кука было исследование южных широт в поисках так называемого Южного материка, в ходе которой 19 апреля 1770 года он достиг юго-восточного побережья Австралии, став первым европейцем, исследовавшим её восточное побережье.

## Португальцы и испанцы у берегов Австралии
В V—IV вв. до н. э. античная география добилась удивительных успехов. Величайшими её достижениями были учение о шарообразности Земли и теория единства Мирового океана. При этом всеми античными географами признавалось, что значительную или даже наибольшую часть южного полушария занимает гипотетическая суша. Позднее за этим Южным континентом утвердилось название «Terra Australis». Эта гипотеза, возникшая по крайней мере во II веке до н. э., держалась около 2 тысяч лет, до последней четверти XVI века. Как и некоторые другие великие географические ошибки, эта гипотеза сыграла большую роль в истории географических открытий. В поисках гигантского Южного континента европейцами были открыты Австралия, Новая Зеландия, острова Океании.
После открытия португальским мореплавателем Васко да Гама в 1498 году морского пути вокруг Африки в Индию, португальцы убедились в том, что торговля только с Индией не удовлетворит их, так как самые ценные пряности привозятся с далёких «Островов пряностей» через Малаккский пролив. В 1512 году португальцы добрались до Молуккских островов и через короткое время сумели основать там свои фактории. Одновременно с укреплением своих позиций на Молукках португальцы предприняли плавания в поисках мифических «Островов золота». Одно из них в 1522 году завершилось первым посещением северо-западного побережья Австралии. Лавры первооткрывателя отдают Криштовану де Мендонсе (порт. Cristóvão de Mendonça). Никаких подробностей плавания не сохранилось, но в 1916 году в западной Австралии, на берегу Залива Робак (18° ю. ш.), были найдены небольшие бронзовые пушки с португальской короной, отлитые не позднее начала XVI века.
Португальцы нанесли открытые ими участки побережья на свои засекреченные карты, частично дошедшие до нас. На французской карте дофина (около 1530 году), составленной, видимо, по португальским источникам, к югу от Явы показана часть побережья под названием Великая Ява, как часть Великой Австралийской земли, которая, по мнению учёных того времени, окружала весь южный полюс земного шара. Среди явно французских надписей там есть и португальские.
Эта же Великая Ява изображена на серии карт, составленных в 1542—1605 годах, определённо по португальским материалам, картографами из Дьепа. Очевидно, португальские суда до 1540 года иногда подходили к северному и северо-восточному берегам Австралии. Вероятно, это были хотя и многократные, но всё же случайные плавания.
В декабре 1605 года с западного побережья Южной Америки из Кальяо (Перу) двинулась на запад через Тихий океан к Филиппинам испанская экспедиция с надеждой найти мифический южный материк. Командиром одного из трёх кораблей был Луис Ваэс де Торрес. После открытия архипелага Новые Гебриды Торрес в июне 1606 года возглавил экспедицию из оставшихся двух кораблей. В этот момент Торрес находился достаточно близко от восточного берега «зелёного» континента и достиг бы его, если бы направился к юго-западу. Однако он двинулся на запад с уклонением к северу. Моряки впервые пересекли Коралловое море и подошли к южному побережью Новой Гвинеи. В своём отчёте Торрес сообщает, что он шёл вдоль южного берега Новой Гвинеи 300 лиг (около 1800 км), затем «из-за мелей и сильных течений отошел от берега и повернул на юго-запад. Там были большие острова, а на юге виднелся ещё ряд их». То, что Торрес усмотрел на юге, был, несомненно, северный берег Австралии с прилегающими островами. Пройдя ещё 180 лиг (около 1000 км), экспедиция повернула на север, достигла Новой Гвинеи, а затем через Молукки и Филиппин, доказав, что Новая Гвинея — это большой остров. Моряки стали, таким образом, первыми европейцами, прошедшими через усеянный коралловыми рифами опасный пролив, отделяющий Австралию от Новой Гвинеи. Испанское правительство держало это великое открытие, как и многие другие, под строжайшим секретом. Только через 150 лет во время Семилетней войны англичане в 1762 году временно захватили Манилу, где к ним в руки попали испанские правительственные архивы. Копия отчёта Торреса попала в руки английского картографа Александра Далримпла, который в 1769 году предложил назвать проход между Новой Гвинеей и полуостровом Кейп-Йорк Торресовым проливом.

## Голландские открытия

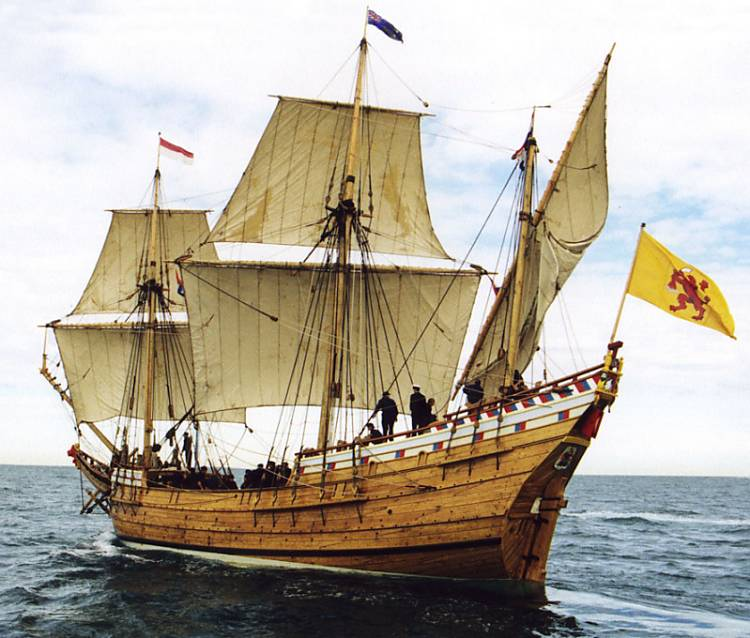
Копия «Дёйфкена», первого европейского корабля, достигшего Австралии

В XVII столетии были сделаны дальнейшие открытия, преимущественно голландцами. Расцвет голландского могущества в южных морях начался в лиссабонской тюрьме. Туда в 90-х годах XVI века был посажен за долги голландский моряк Корнелис де Хаутман. От товарищей по заключению, португальских моряков, он узнал про великую тайну — о морских путях из Португалии к Молуккам (Молуккские острова, «Острова пряностей»). Хаутман сообщил об этом на родину торговой компании «Общества дальних стран». Сообщение пришлось как нельзя более кстати. Дело в том, что в 1594 году король Португалии Филипе I конфисковал в Лиссабоне более 50 голландских кораблей как принадлежащих «мятежникам и еретикам» и запретил голландцам посредническую торговлю и посещение португальских портов. Голландская компания выкупила Хаутмана из тюрьмы и снабдила его деньгами на экспедицию к «Островам пряностей».
В 1595 году четыре корабля Хаутмана покинули Голландию. Осторожно он вёл суда вокруг Африки и через Индийский океан, стараясь не попадаться на глаза португальцам. 17 месяцев понадобилось голландцам, чтобы достигнуть Суматры, а затем они перешли к Яве. В 1599 году они достигли Молукк. Как только голландцы появились на Молукках, они начали искать новые удобные пути от мыса Доброй Надежды к этим островам.
Первые известия об открытии голландцами Австралии относятся к попытке обследовать южное побережье Новой Гвинеи, так как северное побережье было известно португальцам. С этой целью в конце 1605 года из Бантама (Западная Ява) на небольшом корабле (пинассе) «Дейфкен» («Голубок») вышел Виллем Янсзон, более известный под сокращенным отчеством Янц. Когда «Голубок» пересек центральную часть Арафурского моря в юго-восточном направлении, моряки неожиданно наткнулись на какую-то землю. Это был западный берег полуострова Кейп-Йорк. У устья небольшого потока, немного севернее современного города Уэйпа, голландцы произвели первую документально доказанную высадку европейцев на Австралийском континенте. Затем «Голубок» направился на юг вдоль плоского пустынного берега, но 6 июня 1606 года от мыса Кервер («Поворот»), у 13°50' ю. ш., почему-то развернулся на север, хотя, как убедился Янц, берег тянулся и далее к югу. В заливе Альбатрос голландцы впервые столкнулись с австралийскими аборигенами — с обеих сторон погибло несколько человек.
Продолжая движение к северу, моряки проследили около 350 км побережья полуострова Кейп-Йорк, названный Янцем Новой Гвинеей. Участник экспедиции Ян Лодевейк Россенгин нанёс обнаруженную землю на точную карту, дошедшую до наших дней. Далее к северу, уже в Торресовом проливе, о существовании которого голландцы, вероятно, и не подозревали, они открыли ряд островков и миновали рифы, отмеченные на карте как «страшные».
В 1611 году нидерландский капитан Хендрик Браувер первым прошёл от Мыса Доброй Надежды до Батавии, воспользовавшись ветрами «ревущих сороковых», и затем недалеко от побережья Австралии свернул на север. Его путь занял всего два с половиной месяца, что было значительно быстрее стандартного пути в Ост-Индию. Таким образом, он открыл новый маршрут, названный в честь него «Маршрут Браувера», который значительно повлиял на исследование нового континента. Дело в том, что тогда не было надёжного способа измерения долготы, и многие нидерландские суда пропускали момент, когда было нужно повернуть на север, неизбежно встречаясь с западным берегом Австралии, что часто приводило к кораблекрушениям. Первым капитаном, вследствие ошибки на Маршруте Браувера открывшим западный берег Австралии, был Дерк Хартог на судне «Эндрахт» («Согласие», 800 т), достигший его 25 октября 1616 года в заливе Шарк на 25°30' ю. ш. Он высадился на острове, впоследствии названным в его честь. Затем он обследовал берег на протяжении около 300 км и, наконец, прибыл в Батавию. Открытые им земли он назвал в честь своего судна — Эндрахтленд, это название использовалось вплоть до 1644 года, когда Абель Тасман назвал эти земли «Новой Голландией».
В 1619 году Фредерик де Хаутман подошёл к побережью южнее современного Перта под 32°30' и прошёл вдоль него на север, правда, не следуя постоянно вдоль изрезанного бухтами побережья. У 28°46' голландцы открыли полосу рифов (скалы Хаутмана). В 1623 к западному побережью у 27°30' подошло 700-тонное судно «Лейден» Класа Хермансаи. За 10 дней плавания побережье было прослежено до 25°30' ю. ш., а 27 июля на борту судна появился ребёнок, первый европеец, родившийся у берегов «зелёного континента».

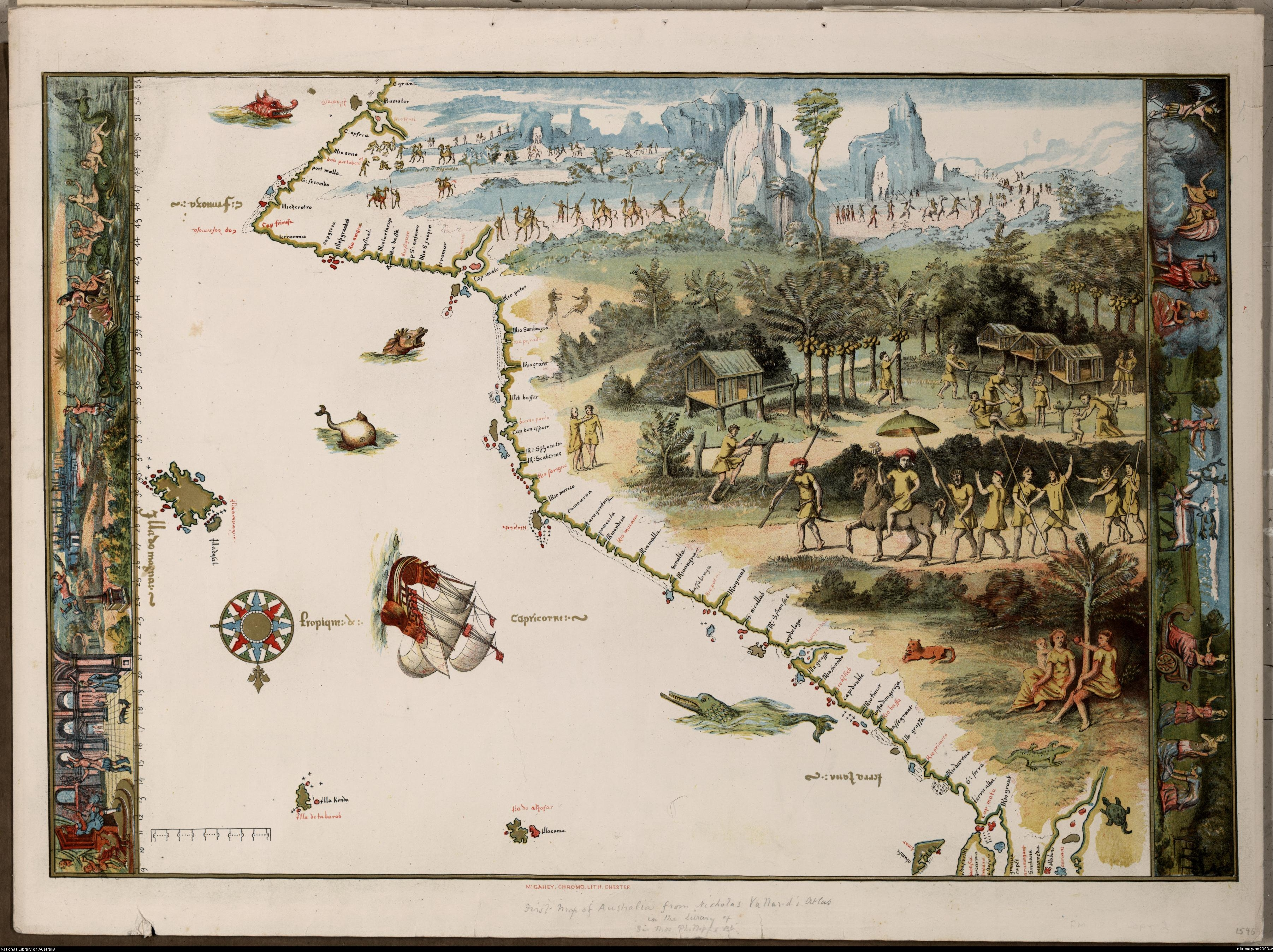
Первая карта Австралии

В 1622 году Гессель Герритс, главный картограф VOC (Нидерландской Ост-Индской компании), стал первым, кто выпустил карту, на которой был запечатлён берег Австралии, открытый Янсзоном. На карте эти земли были изображены как часть Новой Гвинеи. Все карты и судовые журналы с судов VOC должны были быть изучены Герритсом и послужили источником информации для новых карт, создаваемых им. В 1627 году он выпустил карту под названием «Caert van't Landt van d'Eendracht», полностью посвящённую западному побережью Австралии, называемому «Эндрахтленд».
Экспедиция Яна Карстенса и Вилля ван Колстера в 1623 году на кораблях «Пера» и «Арнем», идя от Новой Гвинеи к югу, зашла в большой залив, берег которого был ими осмотрен при поисках годной для питья воды. По имени одного из этих кораблей получил своё название полуостров Арнем-Ленд, залив получил название Карпентария. Карстенс охарактеризовал, вряд ли справедливо, этот плоский и низменный берег как «самый бесплодный на Земле», а его обитателей как «самых бедных и жалких людей». Одного из них он захватил и доставил в Директорат Нидерландской Ост-Индской компании в Батавии на Яве.
В 1627 капитан Франс Тейсен на корабле «Гулден Зепард» (400 т) продвинулся на 2000 км на восток вдоль южного побережья Австралии, проведя съёмку берега, а затем вернулся назад, чтобы идти на Яву. В 1629 году небольшая флотилия под командой капитана Франса Пелсарта, находившемся на судне «Батавия», по пути на Яву попала в шторм, разбросавший суда. По вине командира судна (Пелсарт был болен) «Батавия» 4 июня потерпела крушение среди скал Хаутмена (у 28°30' ю. ш.)
Большинство членов команды и пассажиров спаслось на безжизненном островке. Продовольствия и воды на острове практически не было, а своих запасов осталось мало. Чтобы спасти людей, Пелсарт на шлюпке добрался до побережья Австралии и прошёл более 250 км вдоль ранее неизвестного побережья, пытаясь пристать к берегу и отыскать воду и еду. Убедившись в бесплодности поисков, Пелсарт отправился на Яву, куда прибыл 7 июля и уже через неделю на пинассе вновь вышел в море. За это время на скалах разыгралась кровавая трагедия: помощник капитана с группой единомышленников, решив уйти пиратствовать, убили половину из 250 оставшихся в живых, включая женщин и детей. Возвращение 17 сентября Пелсарта помогло спасти людей от гибели, арестовать мятежников и 5 декабря добраться до Явы. Сразу после опубликования, отчёт о трагической судьбе команды «Батавии» стал бестселлером, и до сих пор вызывает большой интерес у читателей.
В 1642 году генерал-штатгальтер Ван-Димен отправил небольшую экспедицию (110 человек) на двух судах «Хескерк» (120 т) и «Зехан», поставив во главе её наиболее предприимчивого мореплавателя того времени, Абеля Тасмана. Тасман должен был попытаться обнаружить на возможно высоких широтах для исследования Южный материк, обогнув с юга Новую Голландию, как были названы открытые голландцами берега. 24 ноября 1642 года Тасман открыл высокий западный берег земли названной им Землёй Ван-Димена (теперь Тасмания). Тасман двинулся вдоль южного выступа и нашёл большой залив (Сторм). Высадившиеся для пополнения запасов продовольствия и воды моряки были поражены высотой и мощью деревьев — европейцы впервые познакомились с эвкалиптами. Проследив 700 км береговой линии новооткрытой земли и увидев, что она протягивается на северо-восток, Тасман решил продолжить плавание на восток, воспользовавшись тем, что ветер постоянно дул с запада, так и не узнав, остров он открыл или полуостров. Поэтому Земля Ван-Димена ещё полтора столетия считалась полуостровом. После девятидневного плавания в восточном направлении через акваторию, позже названною Тасмановым морем, голландцы подошли к берегам Новой Зеландии. Лишь в начале XIX века стало очевидно, что, несмотря на огромные географические достижения во время плавания 1642 −1643 гг., Тасман даже близко не подходил к собственно Австралии.
В своё второе путешествие на судне «Лиммен» (120 т) в 1644 году Тасман полностью исследовал залив Карпентария, провёл непрерывную съёмку 4,7 тыс. км северного побережья Австралии, из них 2,8 тыс. км, идя вдоль северного и северо-западного берега материка, достиг мыса Северо-Западный. Экспедиция доказала, что все «земли», обнаруженные голландцами (кроме Земли Ван-Димена), являются частями единого материка.

## Английские исследования побережья

### Экспедиция Дампира
О западном побережье Австралии мало кто знал до 1688 года. Именно тогда английский писатель, художник и пират Уильям Дампир случайно наткнулся на этот берег, идя под парусами пиратского судна «Сигнит». Вернувшись домой, Дампир опубликовал заметки своих путешествий, которые сильно распалили воображение соотечественников. Из Королевского флота был выделен корабль, чтобы Дампир отправился осваивать Новую Голландию (как тогда называли Австралию).
Экспедицию Дампира на военном корабле «Роубак» сочли неудачной. В её ходе не было открыто новых земель, а закончилась экспедиция печально — прогнившее судно наполнилось водой и затонуло. Дампиру удалось спастись. В отчете о своем путешествии он сообщал, что нашёл жемчужные раковины, или жемчужницы, которые пополняли королевскую казну не один год на сотни тысяч фунтов стерлингов.

### Экспедиция Кука

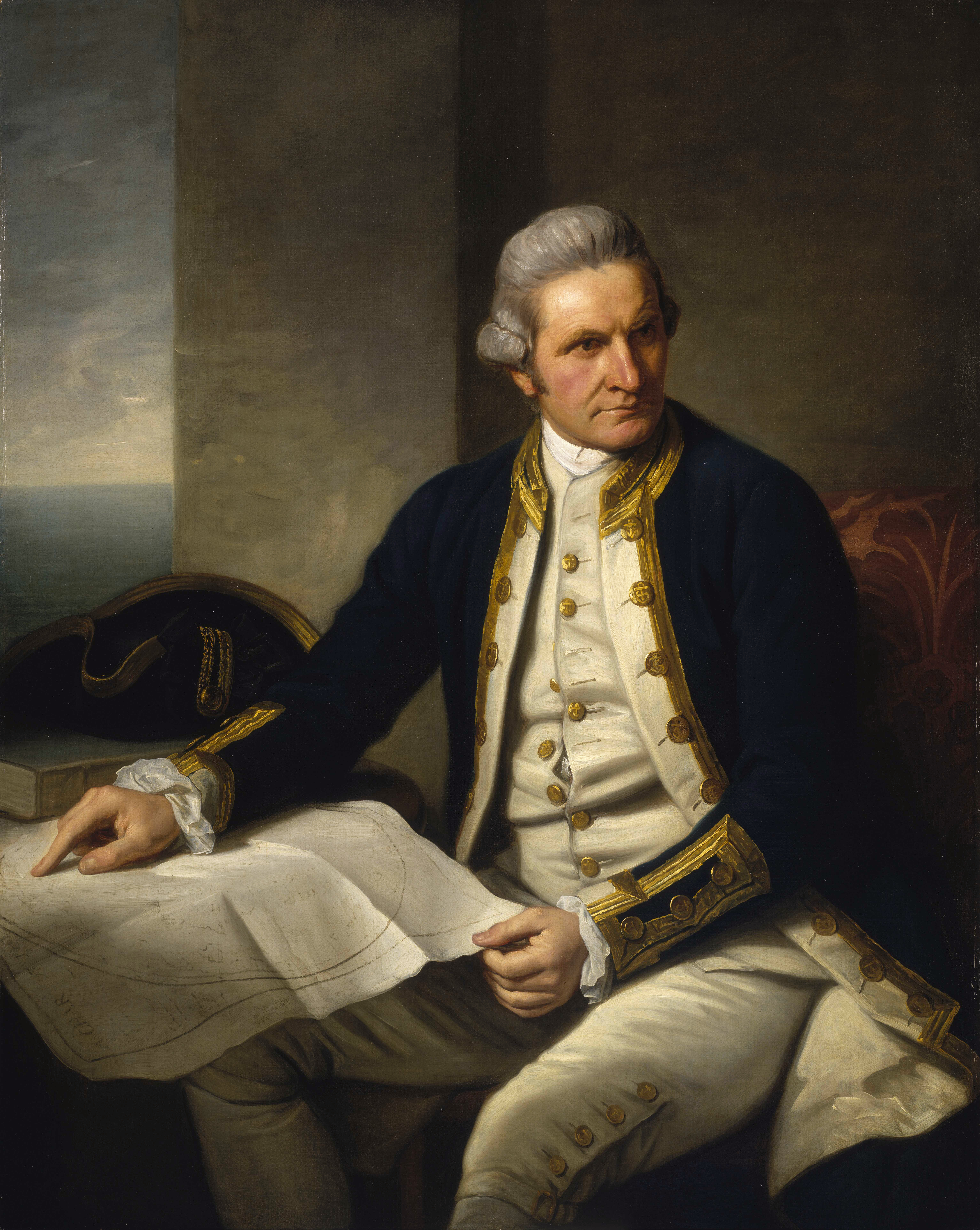
Джеймс Кук

В 1768 году Британское адмиралтейство приступило к организации южной тихоокеанской экспедиции, поводом для которой стали наблюдения над прохождением планеты Венеры через солнечный диск на о. Таити как самом удобном месте для их проведения. Однако несомненной целью экспедиции были поиски населённого Южного материка или других обитаемых земель в зоне Тихого океана и установление над ними британского контроля. Руководить экспедицией поручено было лейтенанту Джеймсу Куку. Он получил парусное трёхмачтовое судно-барк (368 т, 22 пушки) «Индевор» («Попытка»), с 98 членами экипажа и запасом продовольствия на полтора года.
26 августа 1768 года «Индевор» вышел из Плимута, в январе 1769 году обогнул мыс Горн, 13 апреля достиг Таити. После успешно проведённых астрономических наблюдений Кук в октябре подошёл к восточному берегу Новой Зеландии, где занялся тщательным изучением всего её побережья. 1 апреля 1770 году Кук оставил Новую Зеландию, и взял курс на запад к Вандименовой Земле (Тасмании). Однако сильный ветер отбросил «Индевор» далеко к северу.

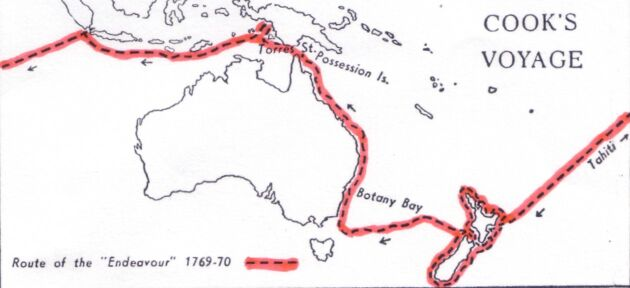
Карта плавания Кука от Новой Зеландии к Австралии и вдоль австралийского берега

#### Прибытие к Австралии

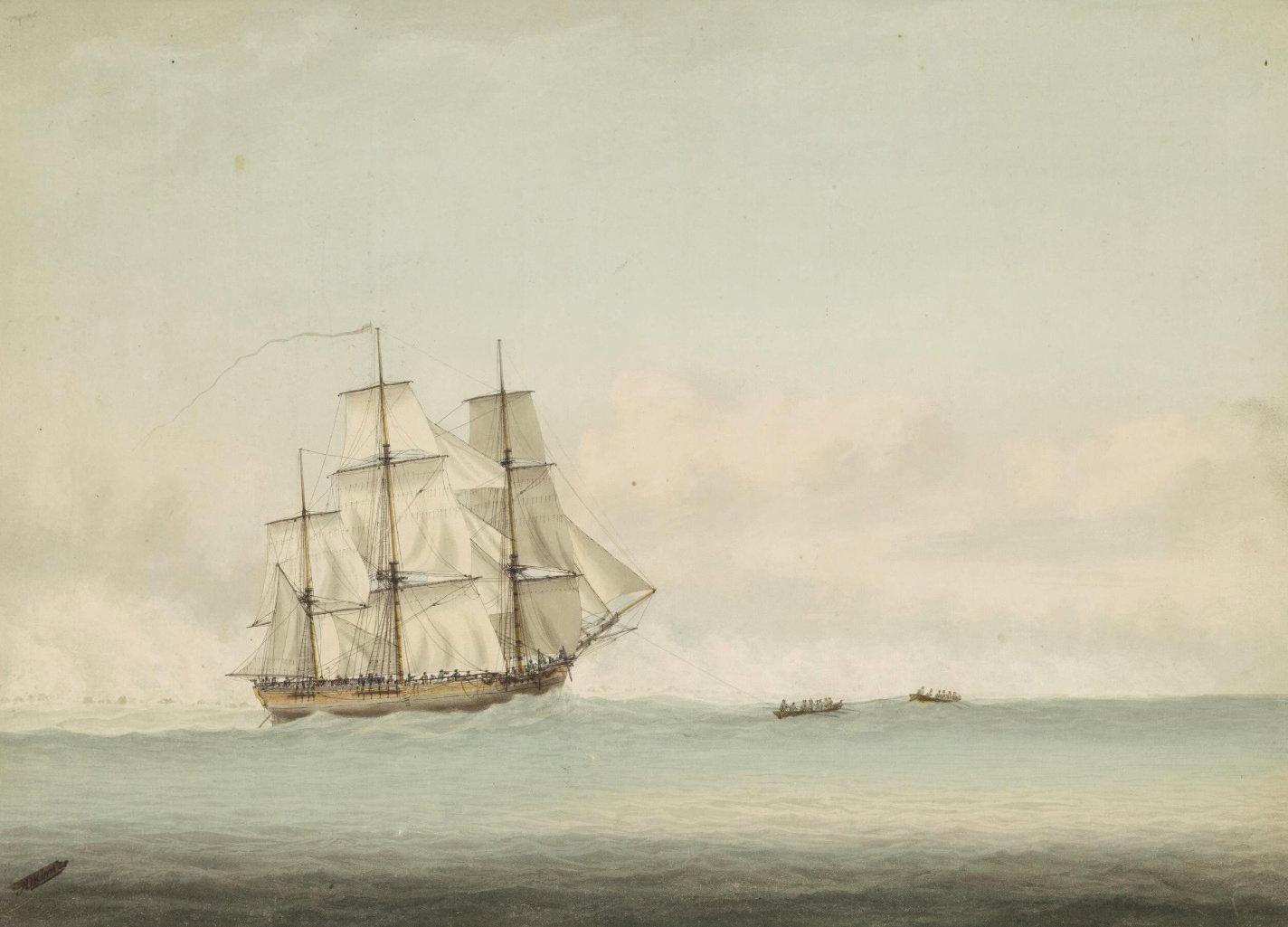
Корабль «Индевор» у берегов Новой Голландии (тогдашнее название Австралии)

19 апреля 1770 года англичане увидели землю у 37°40' ю. ш. и 149°18' в. д., то есть на 550 км севернее, чем увидел землю ранее Тасман. Это был мыс юго-восточного австралийского побережья, получивший затем название мыс Эверард (англ. Cape Everard) — ныне Пойнт-Хикс (англ. Point Hicks) в современном штате Виктория с национальным парком Кроаджинголонг вокруг исторического маяка; мыс назван в честь лейтенанта Захарии Хикса, старшего помощника капитана Кука,  так как Хикс первым увидел  в апреле землю, как считается, восточного берега Новой Голландии (Австралии).
От этого пункта Кук двинулся к северу, держась близ побережья и ведя съёмку. 22 апреля моряки впервые заметили на берегу темнокожих, почти чёрных, людей, а встреча с ними состоялась 29 апреля во время высадки на берег. 28 апреля англичане высадились на берег, заготавливали дрова и набирали воду в «удобном и надёжном заливе», по их словам, который Кук назвал Ботани (Ботанический). 6 мая, выйдя в дальнейший путь, он в двух десятках километров к северу от Ботани увидел другой удобный залив, названный им Порт-Джэксон.

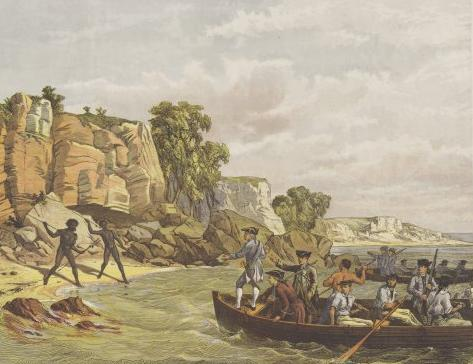
Высадка Кука в заливе Ботани в 1770 году. Литография неизвестного художника, впервые опубликованная в журнале Town and Country Journal Нового Южного Уэльса, 21 декабря 1872 года.

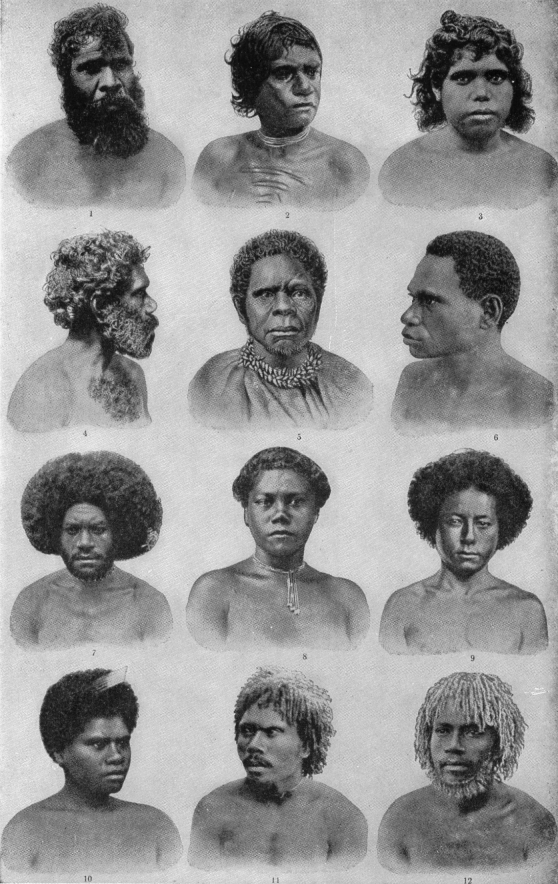
Типы австралийских аборигенов из американского справочника для учащихся 1914 года The New Student's Reference Work,
edited by Chandler B. Beach and Frank Morton McMurry. Chicago,
F. E. Compton and Company,
1914

26 мая за Южным тропиком англичане вступили в полосу, окаймленную Большим Барьерным рифом. Большую часть этой опасной полосы удалось благополучно пройти, но 11 июня у 16° ю. ш. «Индевор» напоролся на риф. Пришлось выбросить за борт шесть пушек и около 40 тонн груза. К северу нашли гавань (теперь там город Куктаун, названный в честь мореплавателя и являющийся административным центром графства (англ. shire) Кук в регионе Крайний север современного северо-восточного  штата Квинсленд) и простояли там семь недель (к радости ботаника Джозефа Бэнкса), ремонтируя корабль, получивший большую пробоину.

#### На берегу: знакомства с природой, аборигенами и их языком
Были исследованы окрестности места высадки и установлен контакт с местными коренными жителями. Командир корабля и ботаник вели свои дневниковые  записи, куда входили наблюдения над местной природой и составленные ими списки слов языка (язык пама-ньюнгской семьи) местного племени кууку-йимитир (гуугу йимитир, англ. Guugu Yimidhirr или англ. Gugu Yimithirr и др. варианты написания) с английскими переводами. Оба наблюдателя использовали собственную транскрипцию для этих своих списков, и последующие исследования на местности показали её достаточную точность. Язык этого племени оказался первым встреченным и зафиксированным европейцами языком австралийских аборигенов, и какое-то время европейцы полагали, что в других частях Австралии живёт один и тот же народ с единым языком, возможно лишь имеющим диалектные различия. Впоследствии выяснилось, что слова из этого первого записанного языка непонятны другим племенам, которые используют совсем иную лексику.  Европейцы заметили не встречавшихся им ранее местных крупных животных, прыгавших на длинных задних ногах, узнали их название (Шаблон:Lang-kky gangurru) у аборигенов и добыли их на охоте. Название этих животных из языка местного племени попало сначала в английский язык, а затем и во многие другие языки мира.. Это слово кенгуру. Позднее выяснилось, что местные жители так называли только один вид этих сумчатых млекопитающих, большой чёрный кенгуру, а европейцы приняли это за родовое название всех таких животных. Когда некоторые другие английские экспедиции пытались проверить правильность записей Кука и Бэнкса, включая это слово, у жителей другой части того же побережья, они услышали совсем другие названия и сначала решили, что запись неверна, а потом поняли, что это разные языки без взаимного понимания.

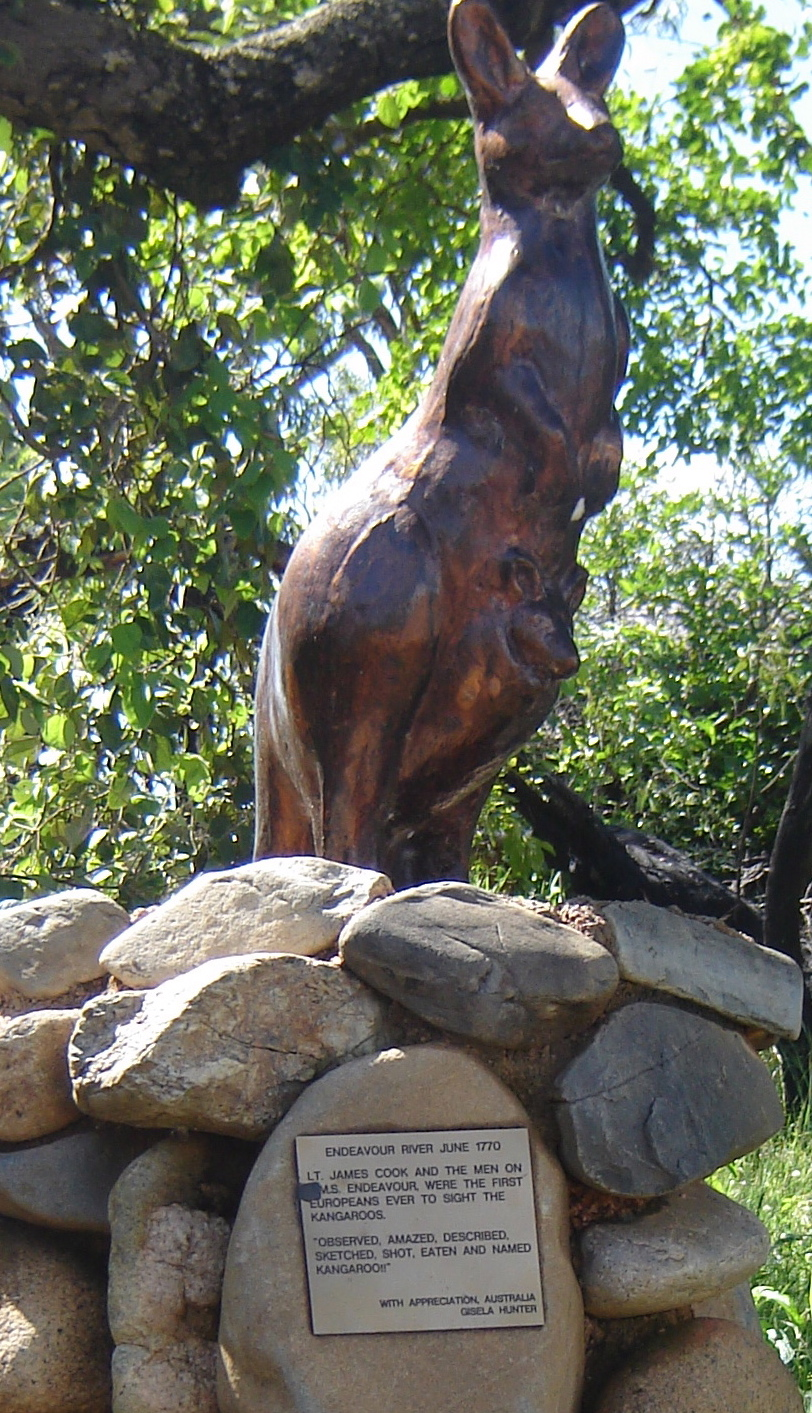
Памятный знак в австралийском городе Куктаун, центре графства Кук в северной части австралийского штата Квинсленд, поставленный на месте первой встречи европейцев из экспедиции британского мореплавателя Джеймса Кука с кенгуру на Грасси-Хилл (досл|Травяной холм). Джизела Хантер. Надпись гласит: "РЕКА ИНДЕВОР, ИЮНЬ 1770 Г.
ЛЕЙТЕНАНТ ДЖЕЙМС КУК И ЛЮДИ НА "ИНДЕВОРЕ" БЫЛИ ПЕРВЫМИ ЕВРОПЕЙЦАМИ, КОТОРЫЕ УВИДЕЛИ КЕНГУРУ.
НАБЛЮДАЛИ, БЫЛИ ПОРАЖЕНЫ, ОПИСАЛИ, ЗАРИСОВАЛИ, ЗАСТРЕЛИЛИ, СЪЕЛИ И НАЗВАЛИ КЕНГУРУ!!" С БЛАГОДАРНОСТЬЮ, АВСТРАЛИЯ. Джизела Хантер"

[[Файл:Kangaroo-Cooktown.JPG|thumb|right|220px|Памятный знак в австралийском городе Куктаун, центре графства Кук в северной части австралийского штата Квинсленд, поставленный на месте первой встречи европейцев из экспедиции британского мореплавателя Джеймса Кука с кенгуру на Грасси-Хилл ({{досл|Травяной холм). Джизела Хантер. Надпись гласит: "РЕКА ИНДЕВОР, ИЮНЬ 1770 Г.
ЛЕЙТЕНАНТ ДЖЕЙМС КУК И ЛЮДИ НА "ИНДЕВОРЕ" БЫЛИ ПЕРВЫМИ ЕВРОПЕЙЦАМИ, КОТОРЫЕ УВИДЕЛИ КЕНГУРУ. 
НАБЛЮДАЛИ, БЫЛИ ПОРАЖЕНЫ, ОПИСАЛИ, ЗАРИСОВАЛИ, ЗАСТРЕЛИЛИ, СЪЕЛИ И НАЗВАЛИ КЕНГУРУ!!" С БЛАГОДАРНОСТЬЮ, АВСТРАЛИЯ. Джизела Хантер"]]

#### Продолжение плавания
6 августа «Индевор» вышел в море. 
Судно двигалось лишь днем, и всё же в этой усеянной рифами опаснейшей акватории, названной Куком «Лабиринтом», 16 августа едва вновь не напоролся на риф. 21 августа у 10°40' ю. ш. англичане увидели мыс Йорк и группу небольших островов, а на следующий день перед ними открылся широкий Торресов пролив, ведущий на запад. 22 августа 1770 г. на одном из островов в Торресовом проливе Кук объявил британским владением всё обнаруженное им восточное побережье материка, длиной около 4 тысяч км, и назвал его Новым Южным Уэльсом.
12 июля 1771 года Кук вернулся в Англию, завершив кругосветное плавание. На итоговой карте плавания Кук показал Вандеминову Землю (Тасмания) и Новую Голландию (Австралия) как единое целое. Однако в судовом журнале он высказал предположение, что они разделены проливом.

### Прибытие капитана Артура Филлипа
В 1786 году в Англии было решено колонизировать открытую Куком страну и для начала по предложению Джозефа Банкса ссылать туда преступников. Под начальством капитана Артура Филлипа, назначенного губернатором Нового Южного Уэльса, 18 января 1788 года к берегу австралийского материка прибыла эскадра из 11 кораблей, на борту которых находилось 1030 человек, из них 778 заключённых (586 мужчин и 192 женщины). Вначале флотилия расположилась в заливе Ботани, но затем перешла в залив Порт-Джексон, на берегу которого и было основано одноимённое поселение, «зародыш» будущего Сиднея. 26 января 1788 года был официально поднят британский флаг, а 7 февраля учреждено управление этой колонии, охватывающей всю восточную территорию материка до 135° в. д., с включением близлежащих островов. Затем 14 февраля лейтенант Филипп Кинг был отправлен для колонизации безлюдного острова Норфолк, ранее открытого Куком, который также решено было сделать местом ссылки.
В 1791 году сосланный в Порт-Джексон англичанин Уильям Брайант решил бежать с каторги. Раздобыв копию карты Д. Кука и подговорив ещё восьмерых каторжан, 28 марта группа Брайанта, в которую вошла также его жена и двое их детей, отправилась в плавание на север на шестивесельной шлюпке с парусом. На протяжении около 3 тысяч км до 15° ю. ш. они шли вдоль побережья, руководствуясь картой. Далее она помочь не могла, так как отсюда Кук следовал восточнее Большого Барьерного рифа. И беглецы стали первооткрывателями более 500 км берега материка между 15 и 12°20' ю. ш. Они благополучно достигли о. Тимор, но там их задержали голландцы и передали англичанам.
Одной из причин установить английскую колонию в Новом Южном Уэльсе в 1788 году было желание англичан начать торговлю северо-западной американской шерстью с Японией. В период с 1785 по 1795 год английские купцы упорно пытались начать эту торговлю. Они были поддержаны Президентом Королевского Общества сэром Джозефом Бэнксом и правительством. Но Испания защитила свои старые притязания на территории и навигацию в северной части Тихого Океана, а Япония упорно придерживалась своей политики национальной изоляции. Перед этими двумя факторами усилия английских купцов были напрасны, и они потерпели неудачу.
Все экспедиции последней четверти XVIII века выявили береговую линию Новой Голландии лишь в самых общих чертах. Вандименова Земля всё ещё считалась полуостровом. В начале февраля 1797 году английское купеческое судно с грузом из Индии, обойдя с юга Вандименову Землю, потерпело крушение около северной оконечности острова Кейп-Баррен у 40°30' ю. ш. и 148° в. д. В конце февраля 16 моряков под командой Хью Томпсона отплыли на баркасе на север, надеясь добраться до Порт-Джексона. 12 марта у побережья материка баркас разбился о скалы, и далее моряки двинулись пешком. В пути погибло 12 человек, а 14 мая был смертельно ранен в стычке с аборигенами и Томпсон. На следующий день оставшихся трёх моряков подобрало рыбачье судно в 22 км от Порт-Джексона. Из сохранившегося дневника Томпсона видно, что он и его спутники открыли 100 км неизвестного побережья западнее мыса Эверард, прошли почти 800 км по побережью у подножья австралийских гор, позднее названных Большим Водораздельным хребтом, и обнаружили выходы пластов каменного угля недалеко от Порта-Джексона, положив начало открытию одного из основных угольных бассейнов Австралии.
В декабре 1797 года военный врач Джордж Басс, заболевший «лихорадкой открытий», отправился на вельботе с шестью волонтерами к западу от мыса Эверард. Ему удалось открыть ещё 200 км побережья, обогнуть мыс Юго-Восточный и дойти до залива Уэстерн-Порт (у 145° в. д.). Убедившись, что берег поворачивает на северо-запад, он пытался пройти на юг, но сильный ветер помешал ему сделать это. Тем не менее, Басс сделал верный вывод, что он шёл проливом и что, следовательно, Вандименова Земля не полуостров, а остров. Но пока доказать это он не мог.
Своими сомнениями Басс поделился с лейтенантом Мэтью Флиндерсом, и 7 октября 1798 года на судне «Норфолк» они оба отправились в плавание, чтобы окончательно решить этот вопрос. Они прошли пролив, получивший в дальнейшем название Бассов, с востока на запад, а затем обошли вокруг всю Вандименову Землю (длина береговой линии более 1500 км), названную ими остров Тасмания. В июне 1803 года из Сиднея в Тасманию отправилась первая партия поселенцев на берега реки Деруэнт, где была затем организована колония для самых тяжких преступников.
В 1801—1802 годы лейтенант Мэтью Флиндерс на судне «Инвестигейтор» («Исследователь»), исследуя южное побережье, открыл о. Кенгуру, залив Спенсера и закончил съёмку Большого Австралийского залива.
Однако в береговой линии юго-восточной части континента оставался небольшой «разрыв»: все моряки пропускали вход в очень удобную крупную гавань. В начале 1802 года этот залив (Порт-Филлип) открыл английский капитан Джон Марри. В июне 1835 года на северном берегу залива был основан посёлок, через два года получивший название Мельбурн.
В 80-е годы XVIII века французское правительство также озаботилось организацией экспедиций по поиску новых тихоокеанских земель, в том числе и исследованием Новой Голландии. Благодаря плаванию Никола Бодена и Франсуа Перона, в 1801—1802 годы на карте появились такие географические названия, как проливы Географа и Натуралиста (названия кораблей экспедиции), залив Жозеф-Бонапарт и т. п. Экспедиция провела съёмку юго-западного, западного и северо-западного побережий Новой Голландии, в основном уже открытых ранее, уточняя пропущенные участки.
В 1802—1803 годы Флиндерс совершил плавание вокруг Новой Голландии. Он подробно исследовал восточное побережье, Большой Барьерный риф, осмотрел Торресов пролив и нашёл в нём безопасный проход, тщательно обследовал залив Карпентария, разрушив легенду о морском проливе, разделяющем материк. В 1814 году Флиндерс выпустил книгу «Путешествие к Terra Australis Incognita». Именно в ней он предложил переименовать южный материк из Новой Голландии в Австралию, так как раньше это была «Terra Australis Incognita» — «Неведомая Южная Земля», теперь же она исследована, и поэтому эпитет «неведомая» должен отпасть.

## Экспедиции  Дюмон-Дюрвиля
Французский капитан Жюль Дюмон-Дюрвиль в первой половине XIX века совершил три кругосветных плавания, из которых первые два в 1820 годах, а третья в 1830-х. Задачи на побережье южных морей включали поиск места для исправительных колоний для преступников по примеру англичан.

## Подробные исследования
В августе 1794 года одна из экспедиций проникла в горы на восточной стороне материка. Следующая значительная экспедиция на материке была предпринята в июне 1813 года, причём Уэнтворт, Блексленд и Лаусон проникли через лежащие на западе Голубые горы до истоков Кокс-Ривер. Уже в ноябре того же года землемер Эванс с пятью спутниками предпринял дальнейшее исследование страны, перешёл вторично через Голубые горы и, подвигаясь вперёд, произвёл исследование реки Маккуори. Спустя шесть месяцев через горы была проложена дорога, сам губернатор предпринял путешествие вглубь страны и положил там основание городу Батурсту. Экспедиция Эванса в 1815 году привела к открытию реки Лаклан. 4 июня 1819 года землемер Оксли с Гаррисом и ботаником Фрацером отправились из Сиднея для исследования Маккуори до её устья. Их путешествие окончилось 8 октября 1819 в одной из бухт, которую они назвали Порт-Маккуори. В 1824 году Юму и Ховеллу поручено было найти дорогу от открытого Юмом в 1817 году озера Георга к Вестерн-Порту на Бассовом проливе. Эта экспедиция открыла много новых рек на пути от Маррамбиджи к заливу Порт-Филлип. Ботаник Аллен Каннингем открыл в 1825 году Пандорское ущелье в горах Ливерпул, а в 1827 — прекрасное плоскогорье среди тамошних равнин.
В 1830 году капитан Стёрт предпринял путешествие с целью исследовать течение Маррамбиджи до её впадения в реку Муррей. В 1832 году землемер Митчелл, предприняв поездку на север, прибыл на берега реки, которая была больше всех прежде открытых и которую туземцы называли Караулой, но занятое последними неприязненное положение принудило его вернуться. В 1836 году им была открыта река Гленелг с её роскошной береговой растительностью. Капитан Викгем в 1837году и капитан Стокес в 1839 году производили обширные топографические съёмки на западном берегу материка и открыли там устья многих значительных рек. В 1844 году немецкий учёный доктор Лейхгардт предпринял экспедицию на северо-восток, остававшийся до тех пор совершенно неизвестным, и исследовал береговую землю этого залива. В том же году Стерт отправился из Аделаиды на север вглубь страны и через страшную каменистую пустыню достиг 25° 28' ю. ш., откуда принужден был начать обратное путешествие. Ещё до окончания этой экспедиции в пустыню Митчелл снова отправился для отыскания пути через внутренность страны к заливу Карпентария и открыл р. Виктория, или Барку. Его спутник Кеннеди в 1847 году прошёл по течению этой реки до одной из самых глухих пустынь, а по возвращении в Сидней отправился отыскивать путь к полуострову Йорк, но в этом путешествии пропал бесследно. В 1848 году и Лейхгардт ещё раз предпринял экспедицию вглубь страны, но точно так же, как Кеннеди, пропал без вести вместе со своими спутниками. Наконец, в том же году путешествия внутрь материка предпринимались фон Роном и Грегори.
Несчастный исход экспедиций Кеннеди и Лейхгардта на многие годы приостановил исследование страны. Только в 1855 году Грегори отправился с двумя кораблями к северному берегу, на запад от Арнгемсленда, для исследования впадающей там в море реки Виктории. Следуя по течению этой реки, Грегори повернул на юго-запад, но вернулся, будучи остановлен почти непроходимой пустыней. Вскоре после этого он снова предпринял путешествие на запад, чтобы отыскать, если можно, следы Лейхгардта, и вернулся в Аделаиду, не достигнув своей цели. В то же время решено было произвести ближайшее исследование области соляных озёр, лежащей к северу от залива Спенсера. В деле этого исследования оказали большие услуги Гаррис, Миллер, Дюллон, Варбуртон, Свинден Кампбелль и многие другие. Джон Макдуэл Стюарт предпринимал три путешествия в область соляных озёр и составил план экспедиции поперек всего материка, в направлении с юга на север. В 1860 году он прошёл до середины материка и водрузил английское знамя на горе хребта Стьюар-Блафф, имеющей 1000 м в высоту. В июне, вследствие неприязненного отношения туземцев, он вынужден был отказаться от своего предприятия. 1 января 1861 году он, однако, возобновил попытку пройти материк с юга на север и проник на 1,5° далее вглубь страны, чем в первый раз; но в июле должен был вернуться, не достигнув намеченной цели. Третья попытка была сделана им в ноябре того же года и увенчалась успехом: 24 июля 1862 года Стюарт водрузил английское знамя на северном берегу Арнгемсленда и вернулся почти умирающим к своим соотечественникам.
С целью пересечь Центральную Австралию с юга на север, 20 августа 1860 года, из Аделаиды отправилась экспедиция под начальством Роберта О’Хара Бёрка в сопровождении астронома Уильяма Уилса, в составе около 30 человек, с 25 верблюдами, 25 лошадьми и пр. Путешественники разделились на две группы, из которых вторая должна была подстраховывать главную. Бёрк, Уилс, Кинг и Грей в феврале 1861 вышла к болотистому берегу залива Карпентарии, но побережья моря достигнуть не смогли. В апреле Грей скончался, остальные 21 апреля добрались до лагеря второй партии, но нашли его покинутым. Оказалось, что группа поддержки, прождав значительно дольше оговоренного срока, 20 апреля покинула лагерь. Сил на то чтобы догнать ушедших уже не было. Бёрк и Уилс погибли от истощения. Спасся один только Кинг, который в сентябре 1861 года был найден в становище туземцев, высланной из Мельбурна экспедицией; он исхудал, как скелет. Две экспедиции, высланные потом для отыскания Бёрка, сумели успешно пересечь материк.
По инициативе мельбурнского ботаника Миллера дамский комитет в колонии Виктории в 1865 собрал денежные средства на новое путешествие, ближайшею целью которого было разъяснение участи пропавшей без вести экспедиции Лейхгардта. Дункан Макс Интир, видевший в 1864 году в верховьях реки Флиндер следы означенной экспедиции, стал во главе нового предприятия и двинулся в путь в июле 1865 года; но внутри страны господствовала такая страшная засуха, что половину всего числа участников пришлось отправить обратно в колонию. Вскоре Макс Интир умер от злокачественной лихорадки, и та же участь постигла его спутника Сломана. Принявший после них начальство над экспедицией В. Барнетт вернулся в 1867 году в Сидней, не собрав никаких новых сведений о Лейхгардте. В 1866 году отправлена была для тех же поисков экспедиция из колонии Западной Австралии, которой удалось узнать от туземцев в одной местности (под 81° ю. ш. и 122° в. д.), что за несколько лет перед тем были умерщвлены в 13 днях пути оттуда к северу, на высохшем дне одного озера, двое белых с тремя бывшими при них лошадьми. Этот рассказ был повторен и в другой местности. Поэтому в апреле 1869 года снаряжена была экспедиция к упомянутому озеру, которая хотя и не достигла своей цели, но зато проникла во внутренность страны дальше, чем все прежние экспедиции, направлявшиеся с запада.
Уже с 1824 года британское правительство делало разные попытки занять северный берег Австралии. В течение 4,5 лет оно содержало военный пост (Форт Дундас) на западном берегу острова Мельвиля, в течение 2 лет другой пост (Форт Веллингтон) на полуострове Кобург и с 1838 по 1849 год гарнизон в Порт-Эссингтоне. Но так как надежда на выгоды от торговых сношений между Австралией и Восточной Азией не осуществилась, то эти попытки были оставлены. Лишь после того, как Стюарт в 1862 году из колонии Южной Австралии прошёл через материк к северному берегу Арнгемсленда, Северная Территория была поставлена под управление этой колонии, последняя занялась вопросом о заселении страны.

## Экспедиция Мак-Кинлеея
В апреле 1864 из Порта-Аделаиды вышла на север морская экспедиция геометров под начальством полковника Финниса, который вскоре был заменён Мак-Кинли. Последний в 1866 году приступил к исследованию Арнемсленда, но дождливое время года и наводнения не дозволили ему привести своё намерение в исполнение, и он вернулся в Аделаиду. Затем в феврале 1867 южно-австрийское правительство отправило к северному берегу капитана Кэделла, который открыл значительную реку Блайт, a в 1868 году начальника землемеров Гойдера, который в окрестностях Порта-Дарвина произвёл съёмку на пространстве 2700 км². Успешнее пошло дело колонизации в северном Квинсленде, особенно по направлению к заливу Карпентарии, так как скотоводство нуждалось в новых пастбищах, за приискание которых взялась частная предприимчивость.
В начале сороковых годов во всем нынешнем Квинсленде были заселены только окрестности Моретонбея, и то очень слабо. С тех пор поселения расширились на севере до залива Карпентарии. Когда впоследствии, в 1872 году, установилось телеграфное сообщение Австралии с Азией и через неё со всеми другими странами света, исследование внутренности австралийского материка сделало огромные успехи. Уже во время проложения телеграфной проволоки стали возникать на пути её небольшие поселения, из которых потом предпринимались экспедиции для исследования страны. Так, в 1872 году Эрнест Жиль, отправившись с телеграфной станции Чамберс-Пиллар, проследовал по течению реки Финке до её истоков, где открыл чрезвычайно плодородную страну Glen of Palms. С телеграфной станции Alice Springs в 1873 году отправился геометр Госсе и открыл монолит Ayres Rock высотой 370 м. Во время своего второго путешествия Жиль удостоверился в существовании большой пустыни внутри Западной Австралии. Джон Форрест в 1874 году достиг водораздела Мурчисона, откуда начинается бесплодная пустыня, которую он исследовал на расстоянии 900 км.

## Достижения Жиля
В 1875—1878 годы Жиль предпринимал три новые путешествия в бесплодные степи внутренней Австралии. В 1877 году по поручению правительства колонии Южной Австралии было исследовано течение реки Герберт, причём произведены тригонометрические измерения, и, кроме того, предпринята экспедиция для исследования совершенно неизвестных областей, лежащих на морском берегу. Эта экспедиция открыла большую реку Мубрэ, которая ниспадает тремя водопадами, имеющими до 150 м высоты. Серджисон в ноябре 1877 года открыл превосходную пахотную землю неподалёку от берегов реки Виктории. Джон Форрест вернулся в 1879 году из путешествия, предпринятого им в совершенно неизвестную северо-восточную часть колонии Западной Австралии, во время которого он открыл на берегах реки Фицроя прекрасные аллювиальные равнины. Второе его путешествие привело к открытию в Западной Австралии 20 млн и в Южной Австралии около 5 млн акров хорошей пастбищной и пахотной земли, из которых значительная часть была пригодна для разведения сахарного тростника и риса. Кроме того, внутренность страны была исследована ещё другими экспедициями в 1878 и 1879 годах, а Джон Форрест по поручению западно-австралийского правительства произвёл тригонометрическое измерение между реками Ашбуртоном и Де-Греем, и из его донесений оказывается, что тамошняя местность весьма удобна для поселений.

## Исследования конца XIX века
В 1882—1883 годы Фавенк и Каррингтон исследовали реку Мак-Артур. Линдсей, Бойд, О’Доннель и Дюрэк — округ Кимберлей; Уиннки — неизвестную область между Южной Австралией и Квинслэндом. В 1884 году Гардман и Стокдэль объехали побережье залива Кембридж (на севере материка).
В 1885 году геолог Роберт Лендлмайр фон Ленденфельд изучал центральную часть Австралийских Альп и определил высоту горы Таунсенд (2241 м) как высочайшей вершины цепи. В 1886 году Линдсей пересёк страну от великой телеграфной цепи (пересекающей материк в меридиональном направлении) до реки Мак-Артур, а Джайльс и Лоури — до округа Кимберлей.
Геолог Тенисон Вуд исследовал минеральные богатства северной территории, Линдсей, Браун и Ист — в том же отношении центральные части Австралии. Большинство исследователей изучали страну с точки зрения пригодности её для земледелия и скотоводства. В 1886—90 гг. норвежец Карл Люмхольтц изучал быт туземцев Квинслэнда. В 1888—89 гг. естествоиспытатель Гаддон жил на островах Торресова пролива.
В 1890 году ряд исследователей изучал горную цепь Мак-Доннелл и южную часть окраины Кимберлей. В 1894—98 г. учёная экспедиция под руководством Виннеке изучала центральную Австралию.